# 北野白梅町站
北野白梅町站（日语：／ Kitano-Hakubaichō eki */?）是位於京都府京都市北區北野下白梅町，屬於京福電氣鐵道北野線的鐵路車站。車站編號為B9。

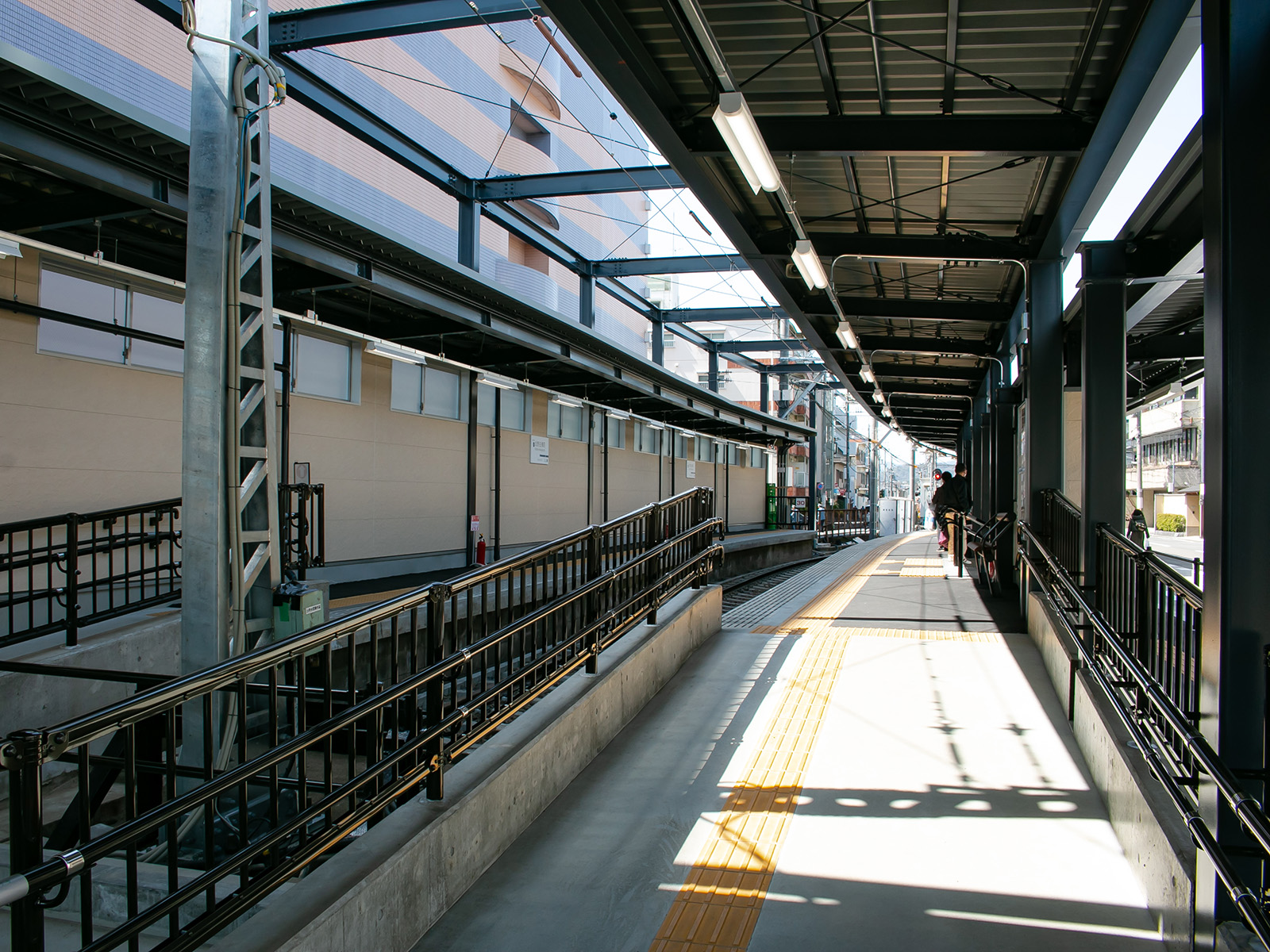
月台入口(2020年3月)

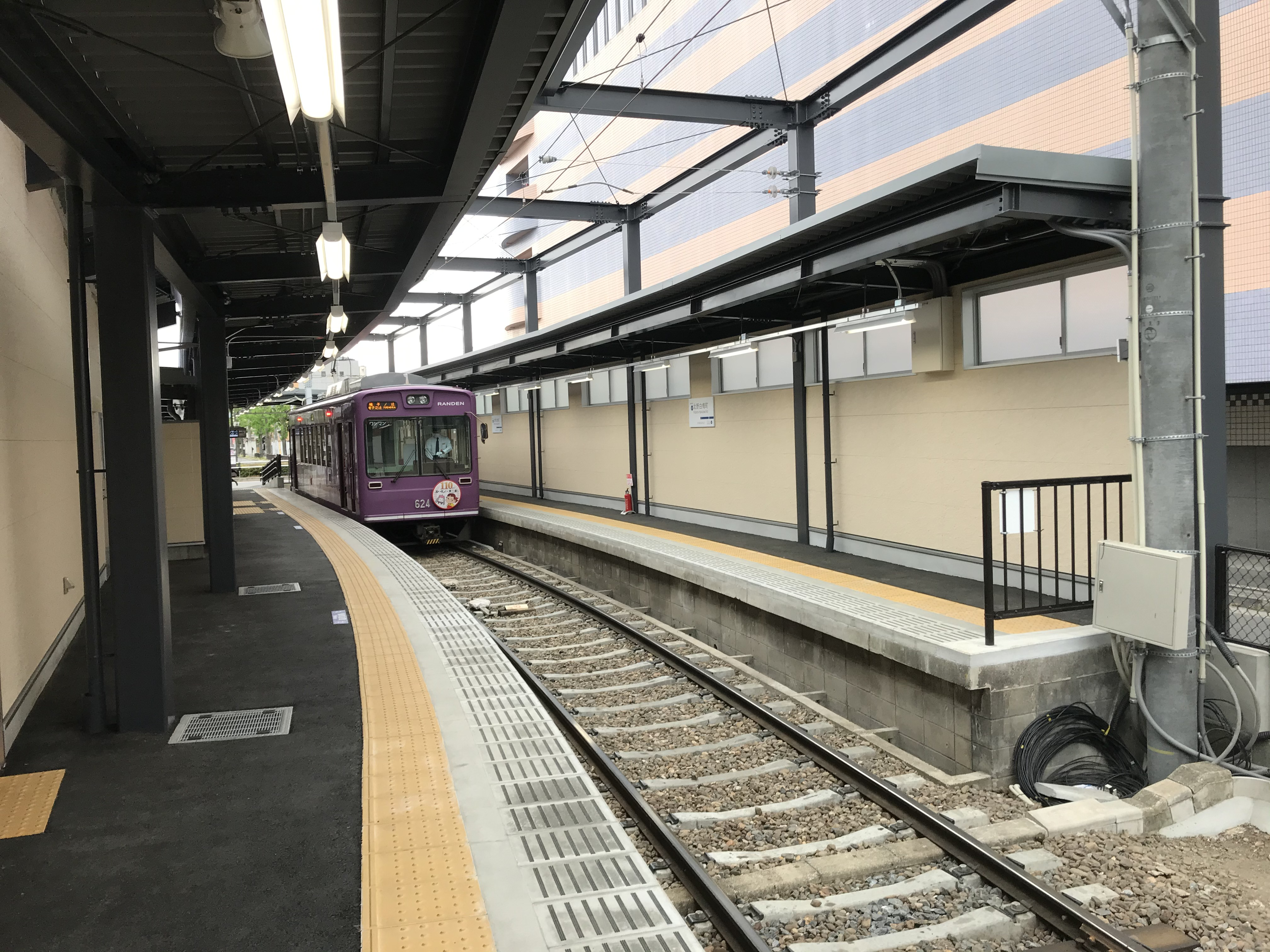
月台(2020年5月)

## 歷史
- 1925年（大正14年）11月3日 - 京都電燈經營的嵐山電鐵北野線北野站 - 高雄口站（現在的宇多野站）間開業[1]。
- 1943年（昭和18年）10月1日 - 本站開業，站名為白梅町站[1]。
- 1958年（昭和33年）9月16日 - 北野站 - 白梅町站間廢止，本站改稱為北野白梅町站[1]。
- 2019年（令和元年）11月 - 為了使車站與公車等候區一體化與車站無障礙化，本站開始改建工程。[2]。
- 2021年（令和3年）3月25日 - 新站房開始使用[3][4][5]。翻新工程竣工[3][4][5]。

## 車站構造
本站過去為頭端式3面2線的月台，由於改建工程的關係改成現今的1面1線。
| 月台 | 路線   | 目的地            |
| ---- | ------ | ----------------- |
| 1    | 北野線 | 往 帷子之辻、嵐山 |
| 2    | 北野線 | 往 帷子之辻、嵐山 |

## 車站周邊
- Izumiya白梅町店 - 位於車站南側
- 北野天滿宮 - 往東500m
- 天神川
- 京都大將軍郵局
- 大將軍八神社
- 洛星中學校・高等學校
- 櫻谷文庫
- 平野神社

### 公車路線
可搭乘京都市營巴士與西日本JR巴士，兩個公車系統的站名不同，前者為北野白梅町，後者為北野。

#### 北野白梅町站
| 月台 | 站牌位置         | 系統                          | 目的地                           | 主要行經地               | 營運公司     |
| ---- | ---------------- | ----------------------------- | -------------------------------- | ------------------------ | ------------ |
| A    | 今出川通東行西側 | 51                            | 四條河原町・三條京阪             | 烏丸御池                 | 京都市交通局 |
| A    | 今出川通東行西側 | 102                           | 出町柳站・銀閣寺・錦林車庫       |                          | 京都市交通局 |
| A    | 今出川通東行西側 | 203                           | 銀閣寺・錦林車庫                 | 出町柳站                 | 京都市交通局 |
| B    | 今出川通東行東側 | 10                            | 四條河原町・三條京阪             |                          | 京都市交通局 |
| B    | 今出川通東行東側 | 50                            | 京都站                           | 二條城・西洞院通         | 京都市交通局 |
| B    | 今出川通東行東側 | 52                            | 四條烏丸                         | 七本松通・二條站・四條大宮 | 京都市交通局 |
| B    | 今出川通東行東側 | 55                            | 四條烏丸                         | 二條站・四條大宮         | 京都市交通局 |
| B    | 今出川通東行東側 | 101                           | 二條城・四條烏丸・京都站         |                          | 京都市交通局 |
| C    | 一條通西行       | 10                            | 宇多野・山越                     |                          | 京都市交通局 |
| D    | 西大路通南行     | 15                            | 四條河原町・三條京阪             |                          | 京都市交通局 |
| D    | 西大路通南行     | 快速202                       | 西大路站・九條車庫               | 西大路四條               | 京都市交通局 |
| D    | 西大路通南行     | 203                           | 四條河原町・祇園                 | 西大路四條               | 京都市交通局 |
| D    | 西大路通南行     | 204                           | 圓町・銀閣寺                     |                          | 京都市交通局 |
| D    | 西大路通南行     | 205                           | 京都站                           | 西大路四條・西大路七條   | 京都市交通局 |
| D    | 西大路通南行     | 快速205                       | 京都站                           | 西大路四條               | 京都市交通局 |
| E    | 西大路通北行南側 | 26                            | 宇多野・山越                     |                          | 京都市交通局 |
| F    | 西大路通北行北側 | 15・50・52・55                | 立命館大學前                     |                          | 京都市交通局 |
| F    | 西大路通北行北側 | 51                            | 立命館大學前                     | 小松原兒童公園前         | 京都市交通局 |
| F    | 西大路通北行北側 | 101・102                      | 金閣寺・大德寺・北大路客運總站   |                          | 京都市交通局 |
| F    | 西大路通北行北側 | 快速立命館（快速202・快速205) | 立命館大學                       |                          | 京都市交通局 |
| F    | 西大路通北行北側 | 204                           | 金閣寺・北大路客運總站・高野     |                          | 京都市交通局 |
| F    | 西大路通北行北側 | 205                           | 金閣寺・北大路客運總站・下鴨神社 |                          | 京都市交通局 |
| F    | 西大路通北行北側 | MN205                         | 金閣寺・烏丸北大路               |                          | 京都市交通局 |

#### 北野站
循環公車：京都站 → 四條大宮 → 圓町 → 北野 → 立命館大學前→ 一條通 → 圓町 → 四條大宮 → 京都

## 相鄰車站
京福電氣鐵道
 北野線
北野白梅町（B9）－等持院·立命館大學衣笠校區前（B8）

### 曾經存在的路線
京福電氣鐵道
北野線
北野－白梅町

## 外部連結
- 北野白梅町站 （页面存档备份，存于） - 京福電氣鐵道
- 北野白梅町停留所（页面存档备份，存于） - 京都市情報館 交通局（日語）
- 北野停留所（西日本JR巴士） - 《全線時刻表》
  - 「高雄・京北線」下行（往栂尾・周山）全線時刻表（日語）
  - 「高雄・京北線」上行（往京都站）全線時刻表（日語）